# Après le bain (Gérôme)
Pour les articles homonymes, voir Après le bain.
Après le bain est un tableau réalisé par le peintre français Jean-Léon Gérôme dans les années 1870 ou 1880. De format vertical, cette huile sur toile est une scène de genre orientaliste qui représente quatre femmes plus ou moins dévêtues près d'un bassin où elles se reflètent. Dans un emprunt manifeste au Bain turc de Jean-Auguste-Dominique Ingres, celle qui au premier plan tient un narguilé est figurée assise entièrement nue le dos tourné au spectateur. Vendue par Sotheby's en 2010, l'œuvre est conservée dans une collection privée.

Jean-Auguste-Dominique Ingres, Le Bain turc, 1862 – Musée du Louvre, Paris.